# Підсіння

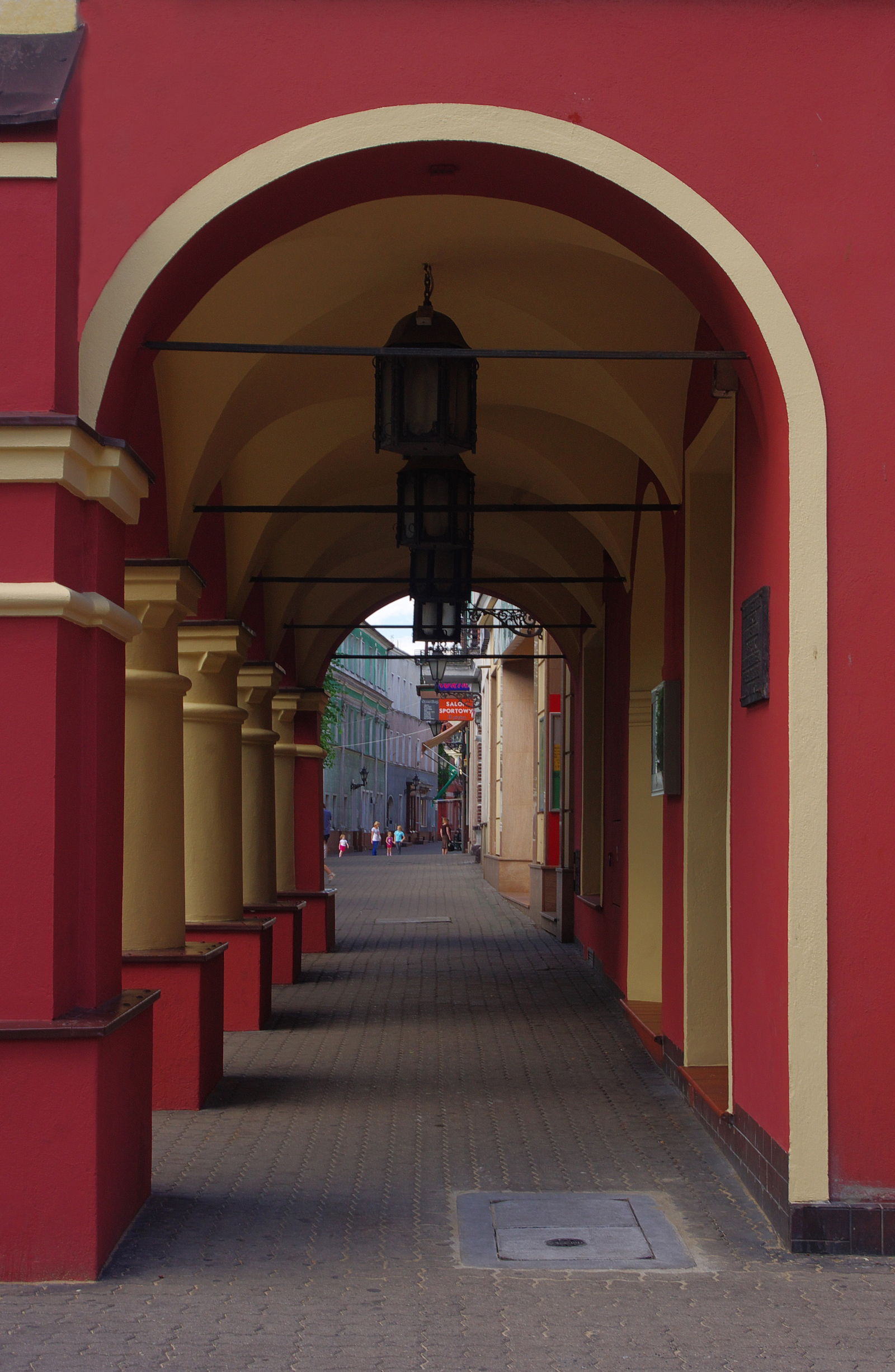
Лешно, Ринок 29 (підсіння)

Підсі́ння - простір з покрівлею, зазвичай уздовж чільного боку споруди, відкритий назовні і обмежений стовпами, підпорами і т. ін..  
Синоніми і різновиди: лоджія, стоа, портик, веранда, галерея, пасаж, колонада, аркада, піддашшя, повітка.

### у Літературі
- «Прекрасні підсіння на колонах, сталактитові склепіння, величезне багатство орнаментики, а особливо водограй, якого алябастровий збірник є опертий на хребтах дванадцяти львів з чорного мармуру, творять обстанову цього закутка, вирваного з казкового світу Сходу.»  (Українська загальна енцикльопедія (1935))
- «Ой вивели жовнярика на нове підсіння, Ой заплакав ревне жовняр – кайдани злетіли.»  (Семен Гулак-Артемовський)

- «Та й вона собі за людьми. Увійшла на підсіння, а там не змальовано усяко, аж за очі хватає.»  (Василь Стефанек "Ангел" (1942))
- «У напрямку костелу Матері Божої Перед Тином  ішли люди, купчилися в підсінні, яке вело до воріт храму.»  (Анджей Сапковский "Божі воїни" (2006))
- «скочив у склепінчасте підсіння, вивалив плечима двері ...  ... Потім увійшов у перше ж підсіння і на подвір’я»  (Анджей Сапковский "Божі воїни" (2006))

### Ряд зображень

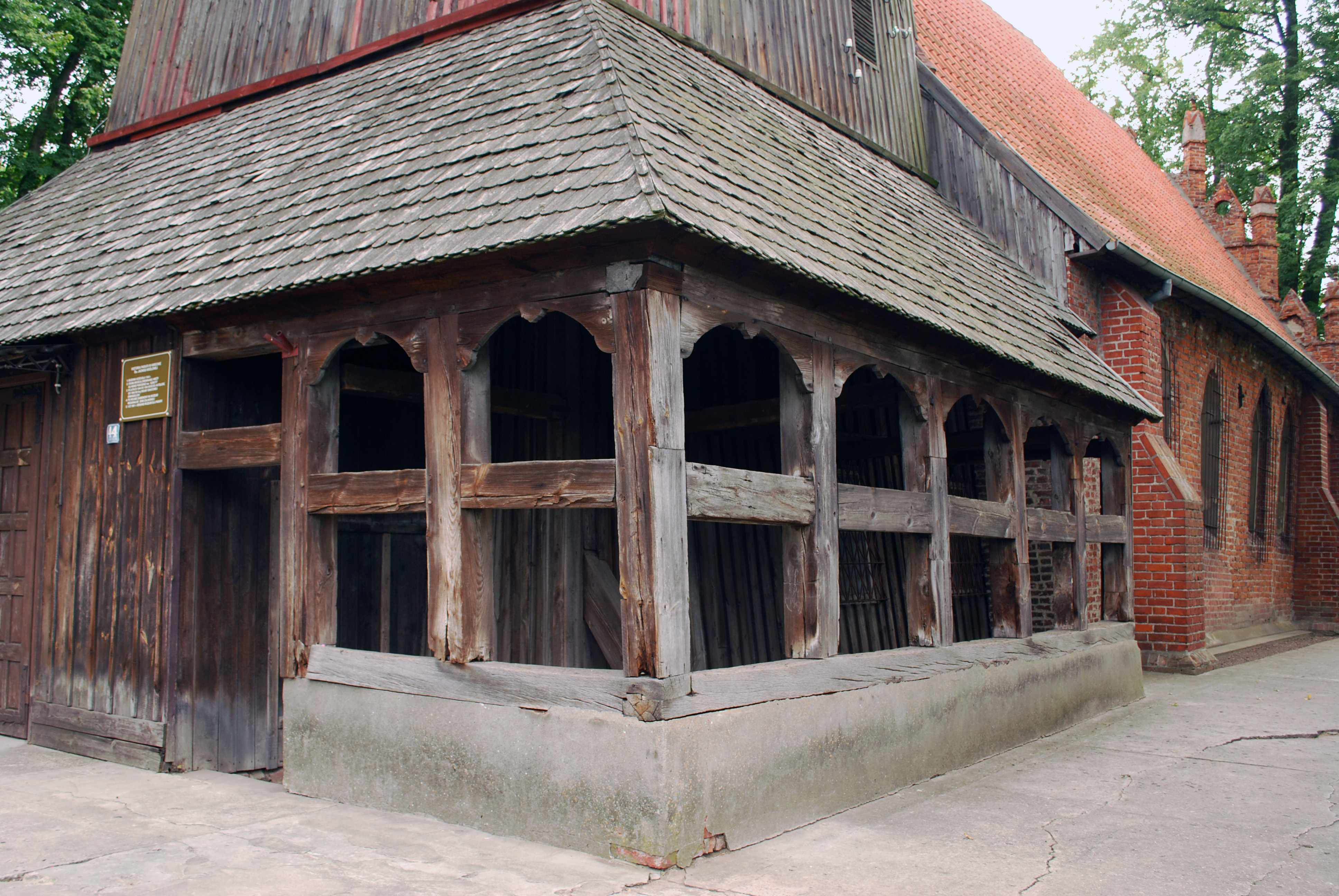
Kmiecin kosciol podcienie
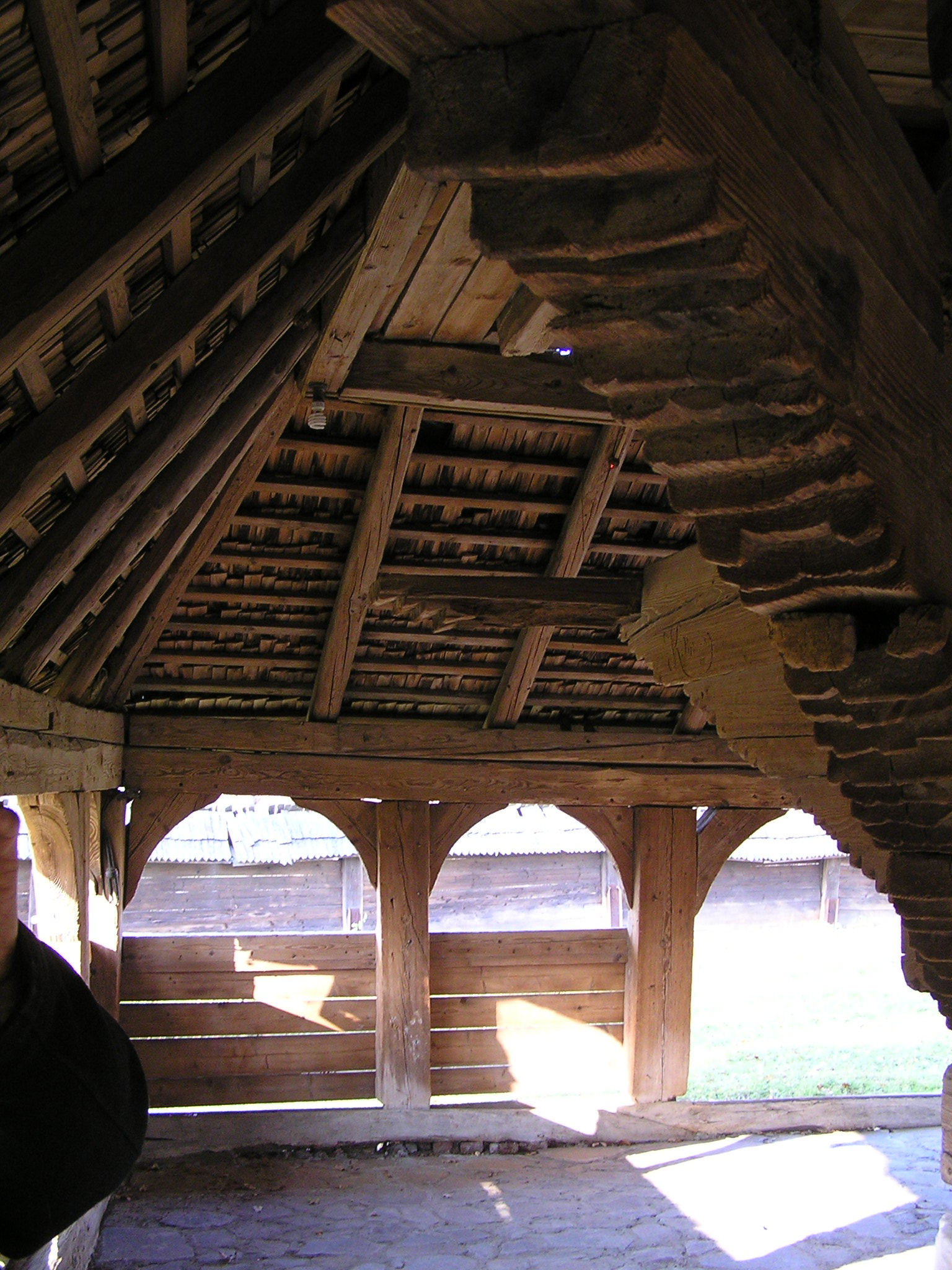
Церква Св.Юрія (підсіння), м.Дрогобич
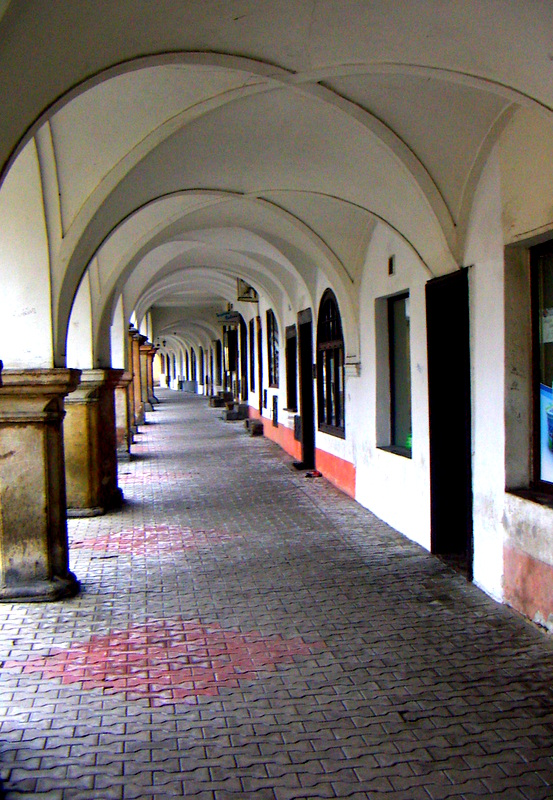
Lubawka, podcienie w rynku
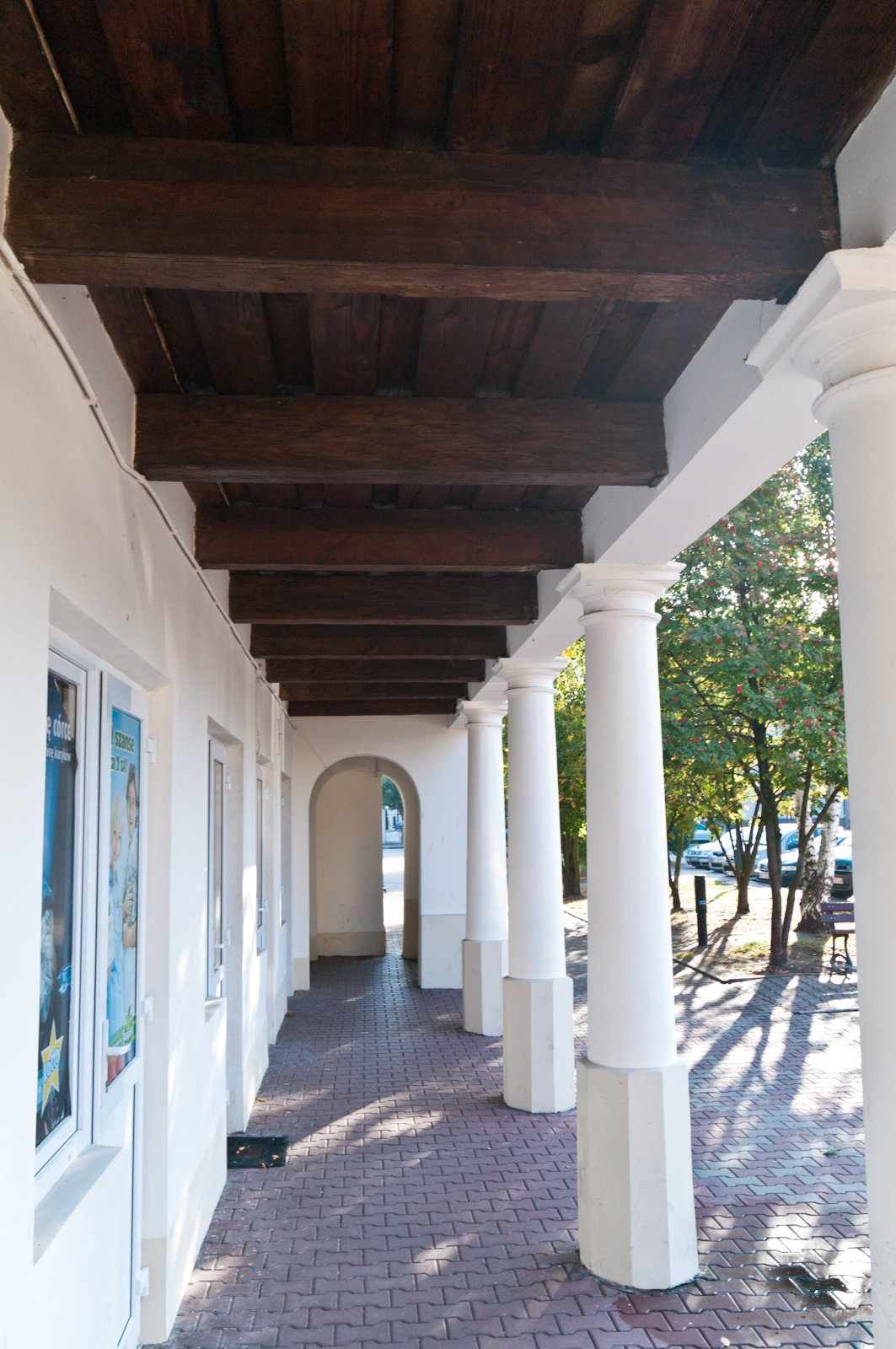
Dawne kramy w Górze Kalwarii
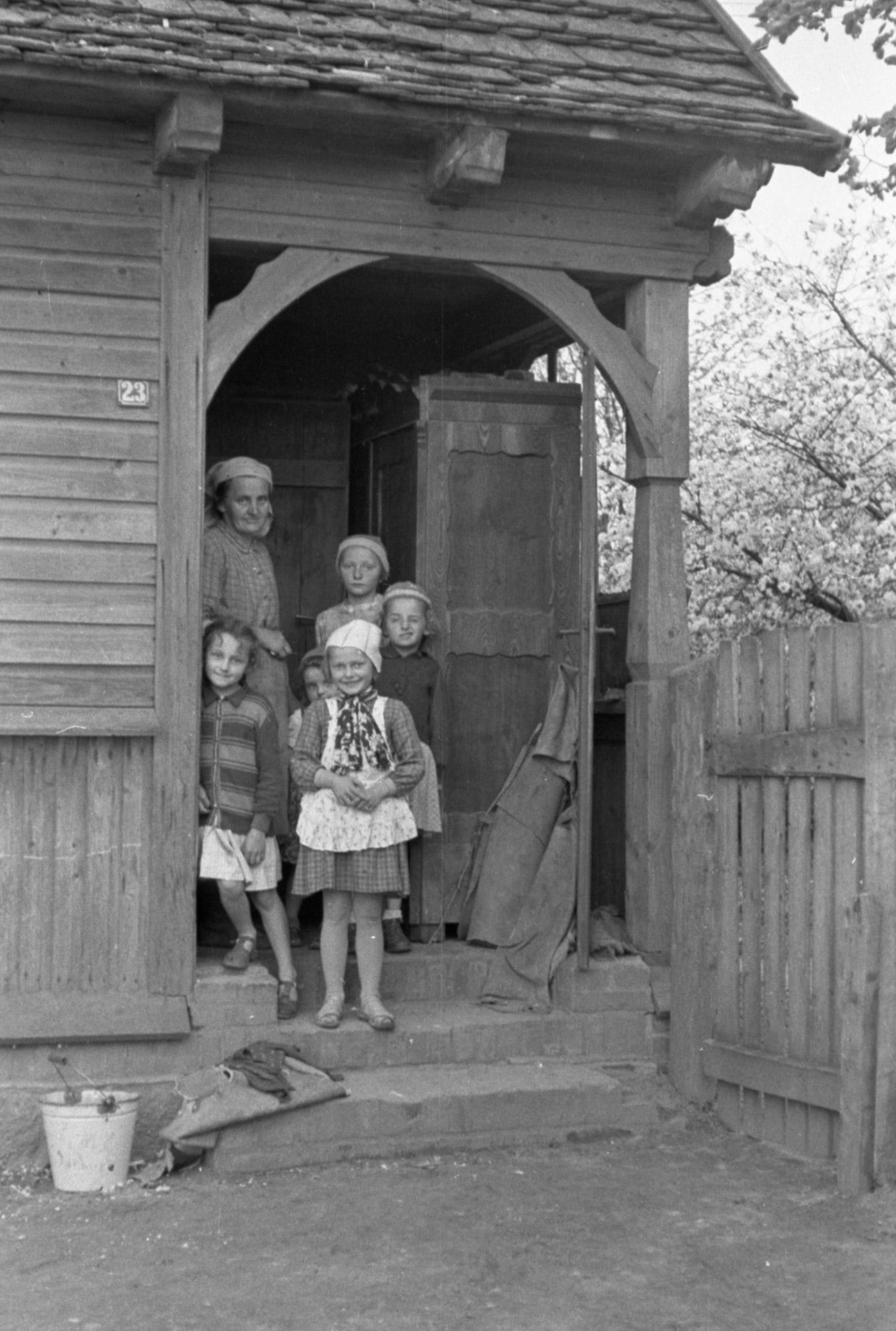
Podcień drewnianego domu - Rusiec
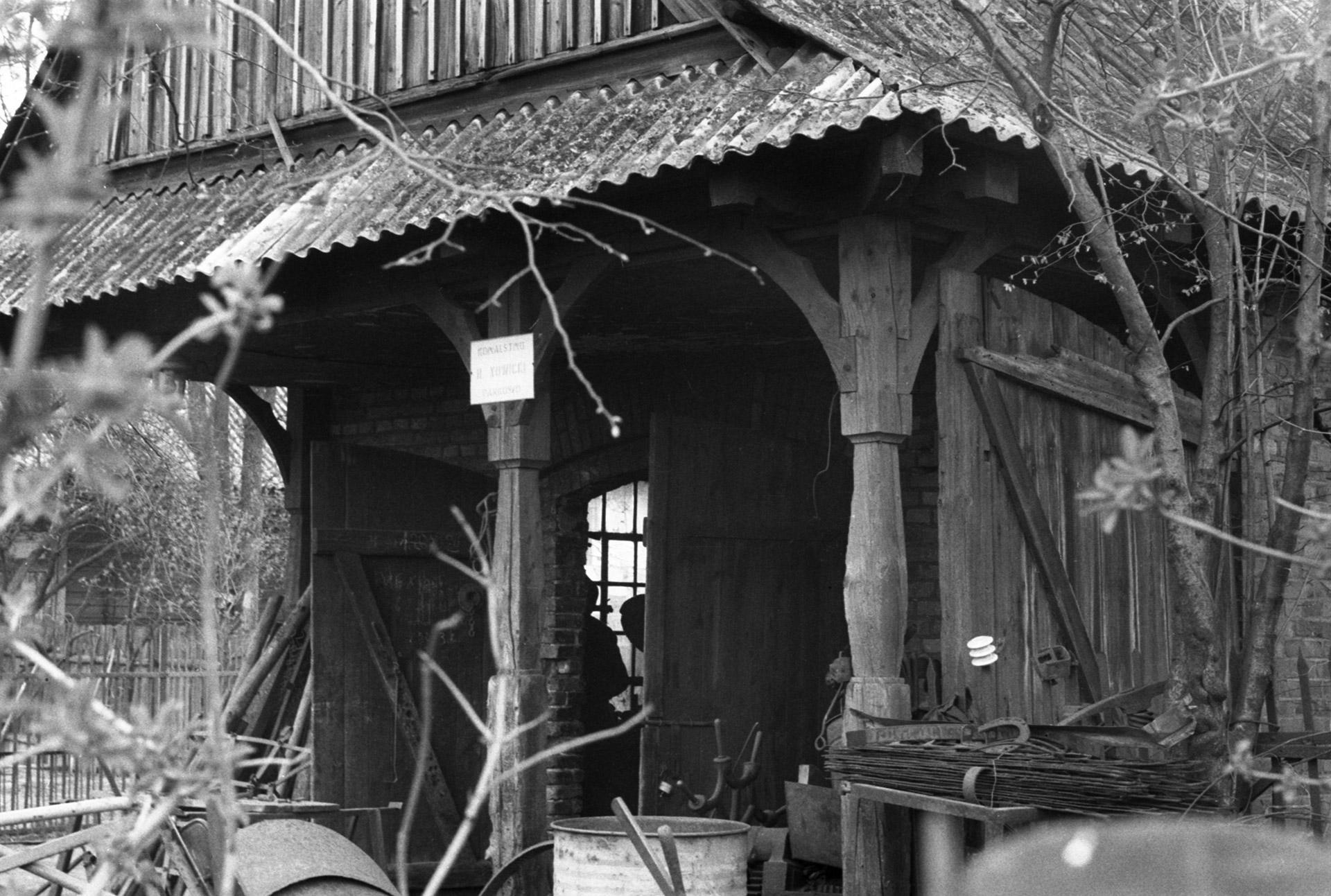
Podcień kuźni zbudowanej w 1936 r - Parkowo